# Incendios forestales de la zona de exclusión de Chernóbil en 2020
Los incendios forestales en la zona de exclusión de Chernóbil de 2020 fueron una serie de incendios forestales que comenzaron a arder dentro de la zona de exclusión de Chernóbil, Ucrania, en abril de 2020.
Un residente local de 27 años fue arrestado por un delito de incendio. No está claro si el hombre —que confesó haber comenzado fuegos «por diversión»— es responsable parcial o totalmente de los incendios forestales.

## Evolución
El 6 de abril se informó que como consecuencia de los incendios, los niveles de radiación dentro de la zona eran «dieciséis veces superiores a lo normal».
El 11 de abril evacuaron a un pueblo pequeño cerca de la casi abandonada localidad de Poliske.
Al 13 de abril los incendios forestales se extendieron hasta llegar a tan solo unos kilómetros de la central nuclear de Chernóbil y a las afueras de la ciudad abandonada de Pripiat. A la fecha, más de 300 bomberos luchaban para evitar que los incendios llegaran a la planta nuclear. El Servicio Estatal de Emergencia de Ucrania comunicó que aún estaban combatiendo los incendios, pero que la situación estaba bajo control, mientras que Greenpeace Rusia dijo que la situación era «mucho peor de lo que creen las autoridades ucranianas», con base en imágenes satelitales.
El 14 de abril el Servicio Estatal de Emergencia comunicó que todos los incendios grandes dentro de la zona de exclusión fueron extinguidos después de diez días de labor y por la lluvia que cayó recientemente en la región.